# Повість про Грааль

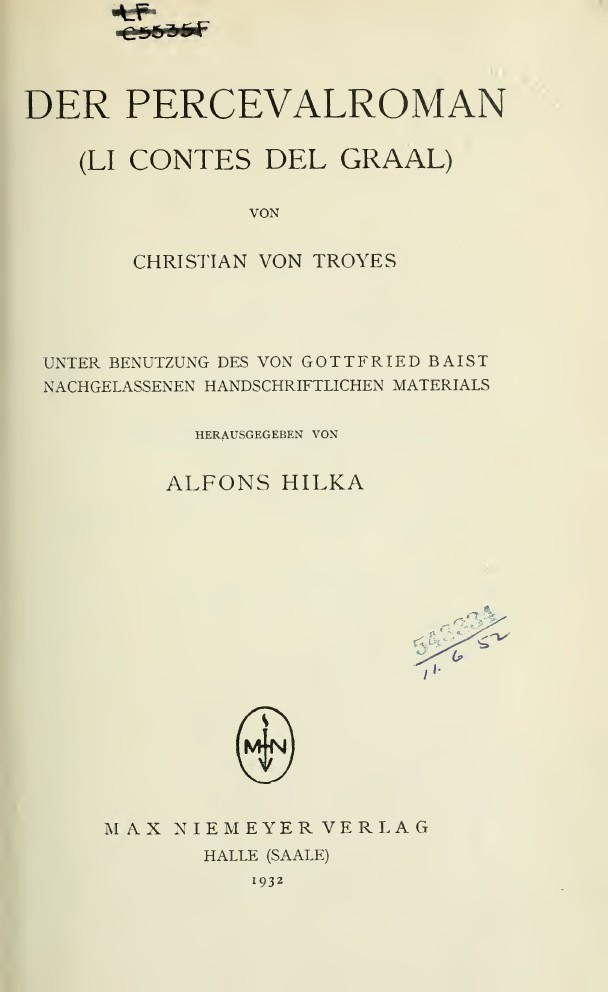
Roman de Perceval, 1932

«Персіваль, або Повість про Грааль» (фр. Perceval ou le Conte du Graal) — незавершений роман французького поета Середньовіччя Кретьєна де Труа, що викликав численні наслідування й різноманітні тлумачення. Про Грааль існує велика кількість легенд. Джерела його знаходять у християнській символіці, у ритуалах язичників (обряд ініціації) та кельтському фольклорі (магічні «казанки достатку»).

## Сюжет
Зважаючи на все, автор свідомо обігравав багатозначність легенди про Грааль: лицарі Круглого столу вирушають в похід, маючи перед собою неясну й розпливчасту мету, але в мандрівках своїх вони повинні керуватися певними нормами поводження (допомога дамам, що потрапили в лихо, і дівицям, повага до старших, куртуазне залицяння за обраницею, строгий порядок знайомства із зустрічними лицарями, відвідування церкви й молитви). Серед продовжувачів Кретьена виділяється німецький поет XIII ст. Вольфрам фон Ешенбах, що створив у своєму романі «Парцифаль» одну з найглибших і оригінальних версій легенди про Грааль.

## Публікації
- Arthur, Ross Gilbert (translator) (1996). Three Arthurian Romances: Poems from Medieval France: Caradoc, the Knight With the Sword, the Perilous Graveyard. New York: Everyman's Library. ISBN 0-460-87577-9.
- Chrétien de Troyes; Bryant, Nigel (translator) (1996). Perceval, the Story of the Grail. Cambridge: D. S. Brewer. ISBN 0-85991-224-8.
- Chrétien de Troyes; Owen, D. D. R. (translator) (1988). Arthurian Romances. New York: Everyman's Library. ISBN 0-460-87389-X.
- Gantz, Jeffrey (translator) (1987). The Mabinogion. New York: Penguin. ISBN 0-14-044322-3.
- Lacy, Norris J. (Ed.) (April 1, 1995). Lancelot-Grail: The Old French Arthurian Vulgate and Post-Vulgate in Translation, Volume 4 of 5. New York: Garland. ISBN 0-8153-0748-9.
- Lacy, Norris J. (Ed.) (1991). The New Arthurian Encyclopedia.